# Three Sixty West
Three Sixty West ist ein Ensemble aus zwei Wolkenkratzern in Mumbai, der Hauptstadt des indischen Bundesstaats Maharashtra.
Die von dem Architekturbüro Kohn Pedersen Fox Associates geplanten zwei Wolkenkratzer wurden 2022 nach einer elfjährigen Bauzeit fertiggestellt.
In Tower A befindet sich ein Hotel der Kette Ritz-Carlton.